# Щеголин, Владимир Петрович
Владимир Петрович Щеголин (?—1736) — русский купец, руководил Московским суконным двором.

## Биография
Щеголин участвовал в деятельности Московского суконного двора с момента его основания. После 1712 года он пытался получить предприятие в свою собственность, всячески аргументируя выгодность такой передачи. 17 февраля 1720 года Московский суконный двор был передан группе из 14 купцов, куда вошли частично родственники Щеголина (Мушников, Сергей Щеголин, Болотин), частично люди, зарекомендовавшие себя перед правительством как успешные промышленники (Твердышев, Пушников, Сериков, Волков и др.). Из 14 человек в деятельности компании участвовали лишь пятеро (Щеголин, Болотин, Докучаев, Сериков, Соколовский). Остальные сочли участие в деле невыгодным. Между оставшимися партнёрами разгорелась борьба за прибыль и степень участия в эксплуатации мануфактуры. Фактическим руководителем стал Владимир Щеголин, и против него выступили остальные партнёры, обвинив его в расхищении средств предприятия.
В связи с организацией регулярной армии в Российской империи возникла потребность завозить из-за границы сукно. Пётр I начал всячески стимулировать открытие новых частных и государственных суконных фабрик, предоставляя различные льготы фабрикантам. Щеголин получил из казны субсидий на сумму 20000 рублей, в итоге он сумел организовать производство так, что фабрика стала считаться образцовой, и из неё начали приглашать мастеров для обучения учеников в новосозданных фабриках.
На Московском суконном дворе сразу после приватизации Щеголин учредил систему штрафов и наказаний, в частности за игру в карты вычитал из зарплаты рабочих по 13 алтын, штрафовал за преждевременное изнашивание инструментов, использовал также телесные наказания.
В 1731 году Щеголин построил в Замоскворецком сороке церковь Николая Чудотворца, что на Пупышах. В церкви были три иконы: Божией Матери Утоления Печали, Смоленской Божией Матери и икону Святителя Николая.
В своём завещании Щеголин указал в качестве наследника товарища по фабрике Мушникова. Однако путём разнообразных махинаций и подлогов Степану Болотину (сыну первого пайщика) удалось оттеснить Мушникова и 6 июля 1736 года самому возглавить фабрику. Болотин руководил предприятием подобно Щеголину. Также после смерти Щеголина выделения своего пая из Московского суконного двора потребовал Фёдор Сериков, который в 1727 году покинул фабрику из-за несогласия с политикой Щеголина.